# 崔道固
崔道固（？—？），字季堅，清河郡东武城县（今河北省衡水市故城县）人，出自清河崔氏定著六房之一的清河青州房，东汉中尉崔琰八世孫，刘宋、北魏官员。

## 生平
崔道固父親崔輯是南朝宋的泰山太守，但由於道固是庶出，嫡母所生的兄長崔攸之及崔目連等人都輕視並侮辱他。崔輯曾經為他向崔攸之說話：「以這個孩子的姿貌和識見，或許能振興家門，你們為甚麼這麼輕視他？」但這令崔攸之等人對他更差，待遇幾乎不像兄弟了。
後南朝宋武陵王劉駿出任徐兗二州刺史，他想任用其他州的人擔任其從事，崔輯於是給道固路費，命他到那裏出仕。道固到彭城後果然得到劉駿選任，而劉駿亦對有外表風度，能騎射，愛好軍事的他相當欣賞。其時新任青州刺史上任並路過彭城，劉駿就向他談及道固的遭遇，而對方上任後亦任用了其為主簿，後轉治中。
劉駿後即任為帝，即宋孝武帝，道固亦因其才幹而歷任太子屯騎校尉、左軍將軍、齊北海二郡太守、新安王劉子鸞的北中郎諮議參軍及永嘉王劉子仁的左軍司馬等職。有一次他受命回青州招募人才，青州府長史以下官員都去道固家探訪他，而道固嫡兄們就故意逼道固生母送酒肉給這班客人。道固見狀立即起來將酒肉接過來，並對客人說：「家中沒人手，只好讓年老母親操勞了。」客人們都心知這是道固兄長們做的好事，都立身向道固生母下拜致謝，道固生母卻向道固說：「我太卑賤了，沒資格應答貴賓，你應該回拜。」這令客人們都佩服他們母子，反倒看不起道固兄長們。
景和元年（465年），道固獲授寧朔將軍、冀州刺史，出鎮歷城。泰始二年（466年），宋明帝即位後進道固號輔國將軍，不久再進征虜將軍。不過，其時徐州刺史薛安都拒絕承認宋明帝政權，而支持晉安王劉子勛，明帝遂以道固轉徐州刺史；但道固此時與青州刺史沈文秀都支持子勛，不受命之餘更派兒子崔景徽與軍主傅靈越率兵往徐州與薛安都會合。不過，及後安都一方戰事不利，道固亦遭一些支持明帝的當地人起兵所攻，被逼閉門自守，亦尋求北魏派兵增援。
明帝消滅子勛後，遣詔撫慰青冀二州，最終崔道固向明帝即降，明帝亦留其本任。但慕容白曜等人率領的北魏軍隊接著就到，道固固守抵抗，白曜遂築長圍進攻。道固屢次擊破魏軍攻勢，遂於泰始三年（467年）獲進都督冀青兗幽并五州諸軍事、前將軍、冀州刺史，加節。後更進為平北將軍。可是最終還是在泰始四年二月十七日（魏獻文帝皇興二年，468年3月26日）因歷城東郭被攻下而向魏軍投降。
慕容白曜將道固送到魏都平城，另外亦將和道固一同固守歷陽的一眾青齊士人望族共數百家都送到平西西北北新城，並在那設立平齊郡，並以道固為太守，賜爵臨淄子，加寧朔將軍。不久，魏廷將平齊郡治稱到平城西南二百多里，舊陰館以西處。此後數年當地都歉收，平齊縣內饑困，道固未能有效撫慰人民，致令多有怨叛。
後道固於北魏孝文帝延興年間去世，時年五十歲。

## 子女
- 崔景徽，北魏龙骧将军、平州刺史、临淄定子
- 崔景業，北魏建威将军、昌国子
- 崔景淵，北魏鹰扬将军、平齐郡太守、武城男

## 延伸阅读
[在维基数据编辑]
 《宋書/卷88》，出自沈约《宋书》